# Tumba de Asif Khan
La tumba de Asif Khan (en urdu: مقبرہ آصف خان‎) es un mausoleo construido para Abul-Hasan ibn Mirza Ghiyas Beg, importante gobernante del Imperio mogol titulado Asif Khan. El mausoleo se encuentra en Shahdara Bagh, un suburbio de Lahore, en la provincia de Punyab, Pakistán.
La tumba, junto con el Akbari Sarai adyacente y la tumba de Jahangir, fue incluida por Pakistán en 1993 encuentra en la lista tentativa como un Patrimonio de la Humanidad.

## Historia

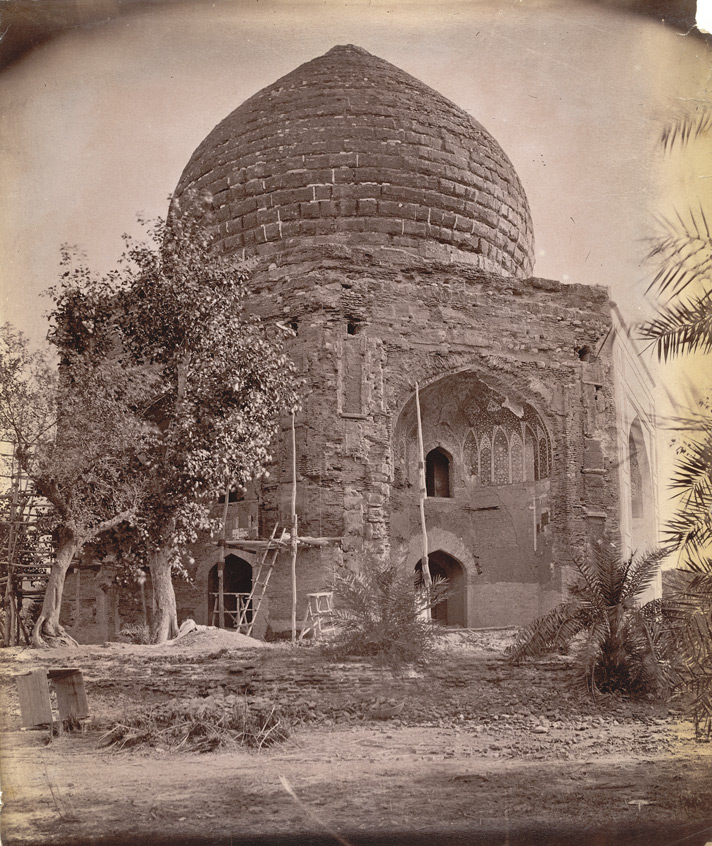
Fotografía histórica de la tumba (1880)

Asif Khan era el hermano de la emperatriz Nur Jahan, y padre de Arjumand Bano Begum, que llegaría a ser la consorte de  Shah Jahan  bajo el nombre de Mumtaz Mahal.
En 1636, fue elevado como Khan-e-Khana y comandante en jefe y un año más tarde se convirtió en el gobernador de Lahore. Asif Khan murió el 12 de junio de 1641 en una batalla contra las fuerzas del rebelde Raja Jagat Singh. Shah Jahan encargó erigir su tumba en el complejo funerario de Shahdara, en Lahore. Fue construida al oeste de la tumba de Jahangir, frente a ella. Tomó cuatro años y se completó en 1645, con un costo de 0,3 millones de rupias.
Algunos historiadores creen que el maharajá Ranjit Singh  saqueó su tumba por su mármol y piedra arenisca para utilizarla en sus propios proyectos de construcción.[cita requerida] Hoy en día la tumba y las paredes, así como la puerta principal están deterioradas.  

## Arquitectura
La tumba está construida enteramente en ladrillo. La cámara principal es de planta octogonal, con una gran cúpula central bulbosa de doble capa. Se encuentra en el centro de un gran jardín de estilo mongol, que está dividida en cuatro cuadrados. Las tumbas octogonales nunca fueron utilizadas como mausoleos de los emperadores, pero si fueron comúnmente empleadas para el entierro de nobles de alto rango, como Asaf Khan. La cúpula bulbosa que corona la tumba es una innovación del reinado de Shah Jahan que fue utilizada con gran éxito en otros lugares como el Taj Mahal. Tuvo una vez un depósito de agua, que alimentaba las fuentes y los senderos. El suelo de la plataforma sobre la que descansa la tumba fue construida en Sang-e Abri, mientras las paredes exteriores estaban cubiertas con piedra arenisca roja.
Cada uno de los ocho lados de la base tiene una iwán profundamente rebajado, con una puerta y ventana arqueada abiertas hacia la tumba. El exterior estaba originalmente adornado con mármol con incrustaciones de piedra y chapeado con tracería de estuco y azulejos azules kashi típicos de Lahore. Los suelos estaban revestidos de mármol, con incrustaciones de piedras preciosas.
El interior era reconocido por su abundante uso de mármol blanco con incrustaciones de piedras preciosas, que han desaparecido. El techo de la cúpula interior está decorado con un alto relieve de yeso de patrones entrelazados, pero gran parte de él se ha caído. La tumba alberga el cenotafio de mármol, tallado con inscripciones del Corán, similar al de la tumba adyacente del emperador Jahangir.
El historiador Harold Hargreaves dice acerca de la tumba: «A pesar de su simplicidad, hay una sensación de quietud tranquila en este sitio (Tumba de Asif Khan) que lo hace uno de los monumentos más fascinantes en los alrededores de Lahore.»[cita requerida]

## Galería de imágenes

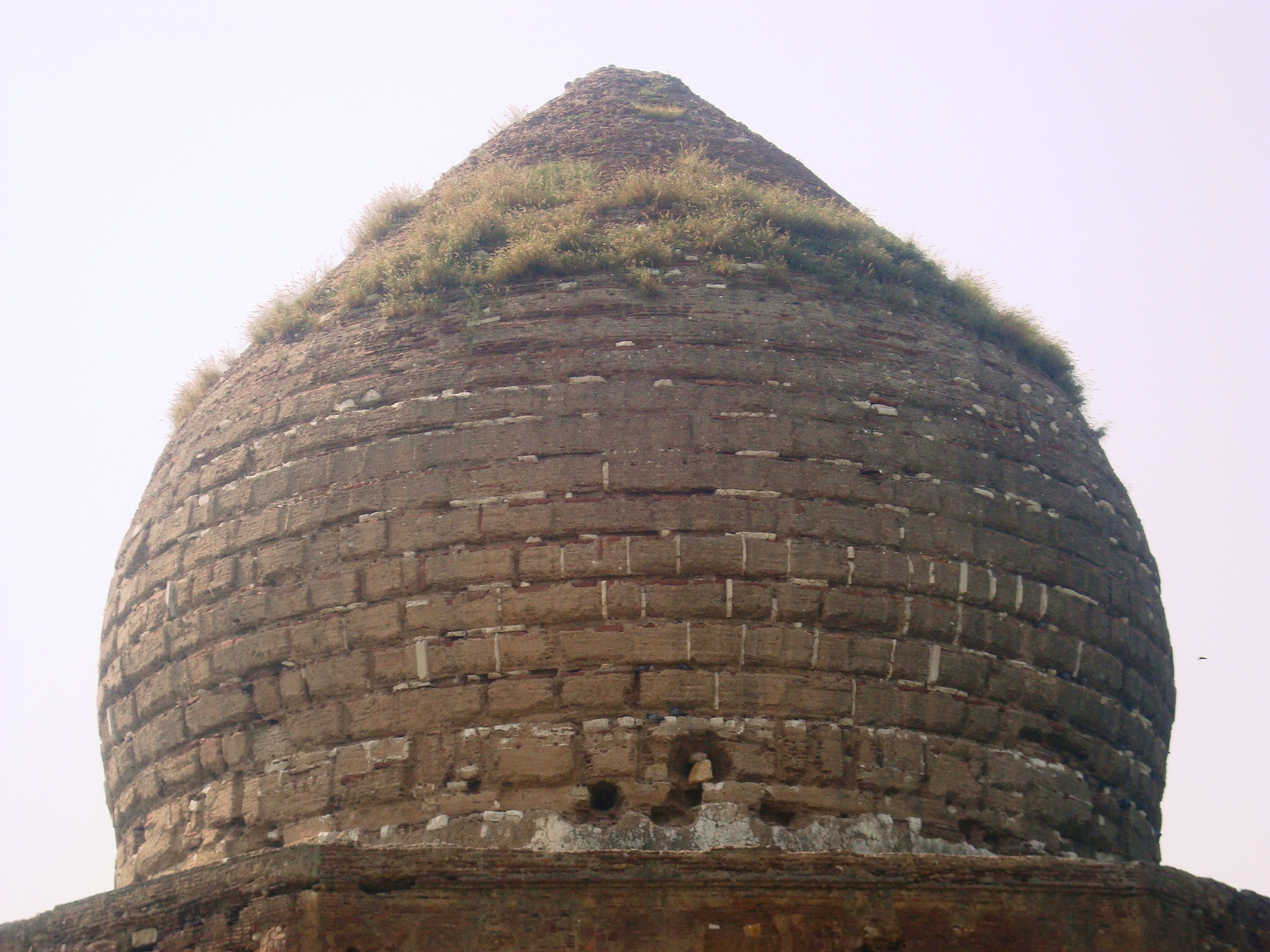
Detalle de la cúpula
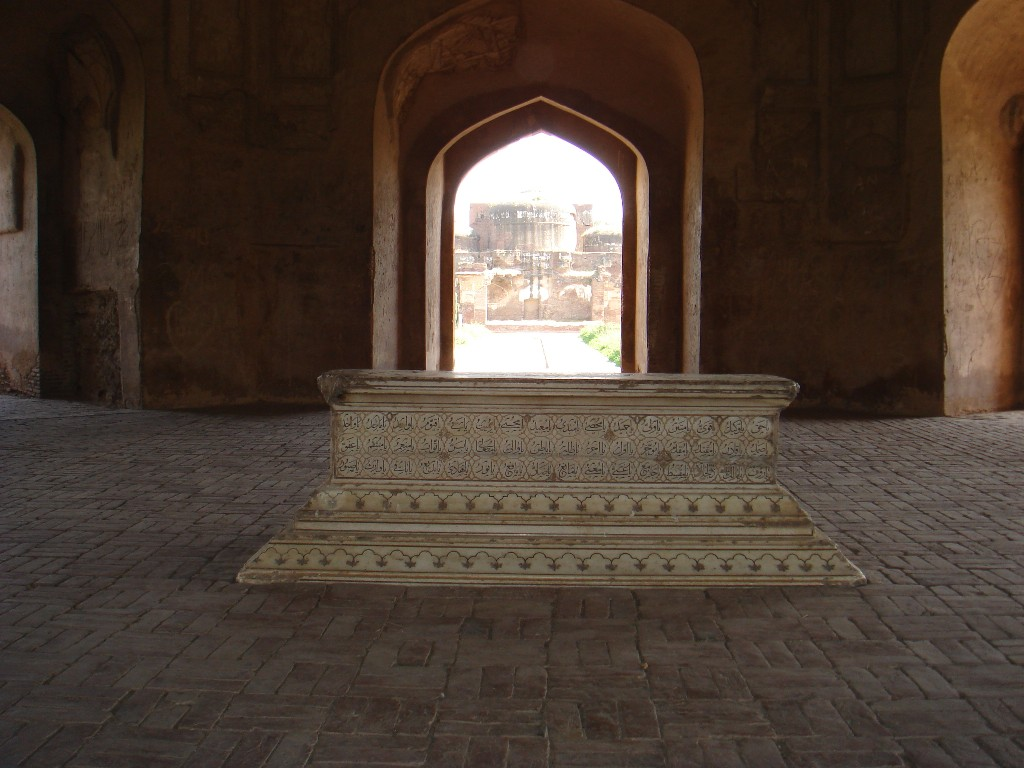
El cenotafio de mármol de Asif Khan
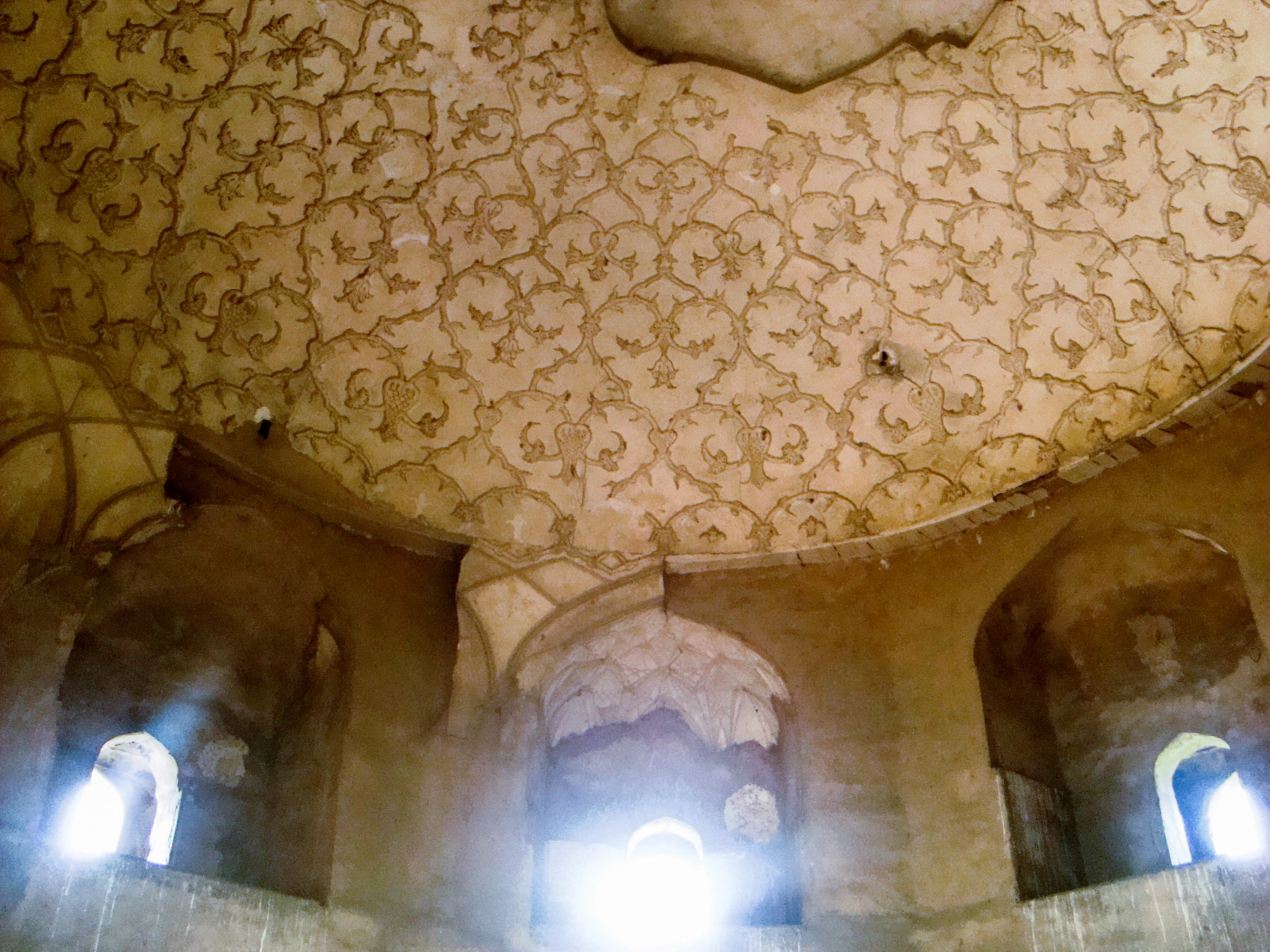
Decoración interiorde la cúpula
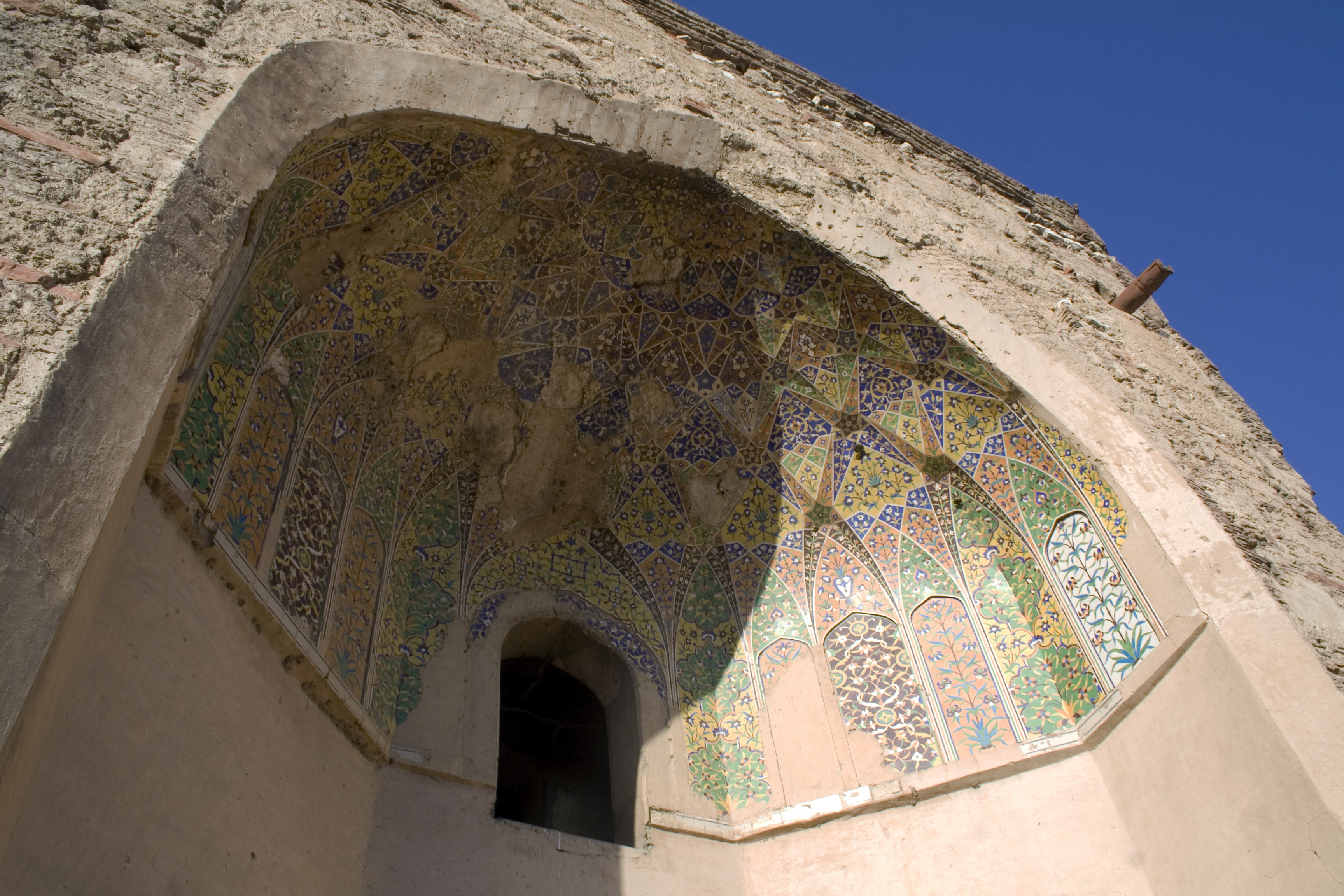
Techo de un iwán
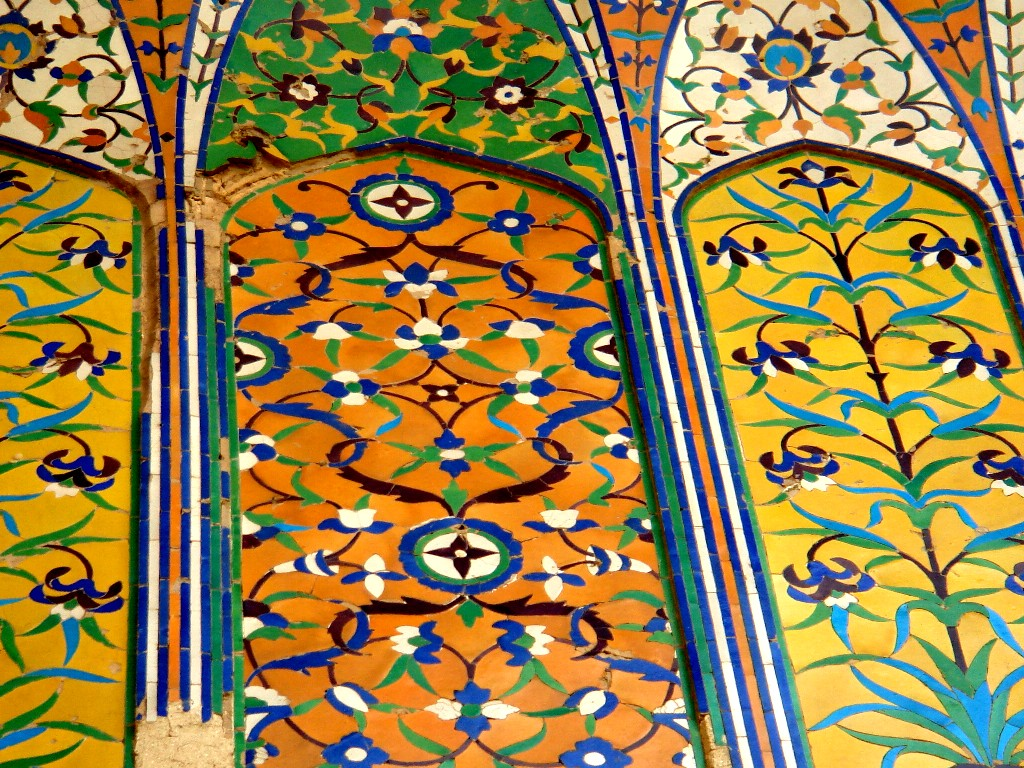
Algunos de los elaborados azulejos que sobreviven de la tumba